# Spermophorides tenoensis
Spermophorides tenoensis är en spindelart som beskrevs av Jörg Wunderlich 1992. Spermophorides tenoensis ingår i släktet Spermophorides och familjen dallerspindlar.
Artens utbredningsområde är Kanarieöarna. Inga underarter finns listade i Catalogue of Life.